# Ліцей №66 Львівської міської ради
Ліцей № 66 Львівської міської ради — ліцей з поглибленим вивченням англійської мови та інформаційних технологій, розташований на вулиці Науковій, 92.

## Історія
- 1 вересня 1975 р. на вулиці Науковій у Львові розпочала роботу новозбудована середня школа № 66.
- У 1991 р. над школою № 66 вже майорів синьо-жовтий стяг.
- 14 жовтня 1992 року: школа вперше освячена
- 2002 р. вперше пролунав гімн школи, написаний учителем Василем Лучковським.
- У 2003 році вийшла у світ шкільна газета «Світ моєї школи».
- 2008 рік: тип школи змінено на середню загальноосвітню школу І-ІІІ ступеня № 66 м. Львова з поглибленим вивченням англійської мови та інформаційних технологій.
- У 2014 році 66 школа змінила тип на спеціалізовану.
- У 2018 році присвоєно статус ліцею.[2]

## Місія
Створення оптимальних умов для однакового доступу до якісної освіти, розвиток особистості кожного учня залежно від його освітніх потреб та можливостей. Орієнтація ліцею на динамічне зовнішнє середовище; посилення взаємодії школи та соціуму, налагодження комунікаційних, функціональних творчих зв'язків між школою та соціальними інституціями з метою забезпечення якісної освіти учнівської молоді.

## Ліцей 66 - це
- Громадсько-активна інституція;
- Освітній заклад формування життєвих компетентностей та гармонійного розвитку;
- Формування спільноти, об'єднаної пристрастю, метою та співпрацею;
- Професійна соціально-психологічна служба;
- Діяльний підхід парламенту учнівського самоврядування;
- Пілотування інноваційного освітнього проєкту всеукраїнського рівня за темою «Розроблення і впровадження навчально-методичного забезпечення для закладів загальної середньої освіти в умовах реалізації державного стандарту базової середньої освіти» ;
- Інноваційний навчально-науково-виробничий комплекс "Школа-коледж-університет -підприємство при НУ «Львівська політехніка»; Інноваційно-навчальний комплекс "ІТ-освіта при ПВНЗ «Комп'ютерна академія „ШАГ“»;
- Проєкт «ІТ-школа SAMSUNG»;
- Єдиний навчальний центр Львівщини з підготовки учнів до здачі PTE (Pearson Test of English) міжнародного іспиту з англійської мови;
- Українсько-шведський проєкт «Екологічна культура через уроки сталого розвитку»;
- Проєкт «Здорова постава»;
- Українсько-польський проєкт «Цілі сталого розвитку».

## Працівники
Працює 97 вчителів, з них:
- спеціалістів вищої категорії — 41
- спеціалістів І категорії — 13
- спеціалістів ІІ категорії — 13
- спеціалістів — 29